# Spengler Cup 1927
Der Spengler Cup 1927 (französisch Coupe Spengler 1927) war die fünfte Auflage des gleichnamigen Wettbewerbs und wurde im Dezember 1927 im Schweizer Luftkurort Davos durchgeführt. Als Spielstätte fungierte das dortige Eisstadion.
Der HC Davos gewann durch einen 3:2-Sieg im Final gegen den Berliner SC erstmals den Spengler Cup, nachdem man zuvor demselben Gegner in den Jahren 1924 und 1926 noch unterlegen war.

## Turnierverlauf

### Gruppe A
| Dezember 1927 | HC Davos | 7:1 | Cambridge University | Eisstadion Davos, Davos |

| Dezember 1927 | HC Davos | 7:1 | Canadiens de Paris | Eisstadion Davos, Davos |

### Gruppe B
| Dezember 1927 | Berliner SC | 5:2 | SC Riessersee | Eisstadion Davos, Davos |

| Dezember 1927 | Berliner SC | 4:2 | Oxford University | Eisstadion Davos, Davos |

### Final
| Dezember 1927 | HC Davos | 3:2 | Berliner SC | Eisstadion Davos, Davos Zuschauer: 4'000 |

## Kader
| HC Davos                  | Albert Künzler / Luzius Rüedi – Albert Geromini / Fritz Kraatz – Heini Meng – Anton Morosani; Albert Rudolph, Michel Jäger.            |
| Berliner Schlittschuhclub | Alfred Steinke / Walter Sachs – Max Holsboer / Gustav Jaenecke – Gustaf Johansson – Lawrence Roche; Erich Römer, Rolf Reschke          |
| SC Riessersee             | Matthias Leis / Hans Schmid – Franz Kreisel / Marquard Slevogt – Martin Schröttle – Alex Gruber; Fritz Rammelmayr, Bernhard Scheublein |
| Canadiens de Paris        | Roy / Wright, Comeau / Latour, O’Donnell, Magnan, Badgeau                                                                              |
| Oxford University         | Dennelly / Davies, Brenfogle, Grace / Busch, White, Clarence Campbell, Rimball, Westgate, Stotart                                      |
| Cambridge University      | William Speechly / Whiting, Charles Wylde / Frank de Marwicz, McKee, Hope, George Graham, David Graham, McCullagh                      |